# Модель Пуассона — Больцмана
Модель Пуассона — Больцмана (англ. Poisson — Boltzmann model) — модель сольватації, що використовується при розрахунках вільної енергії сольватації, де беруться до уваги не лише заряди на молекулярній частинці розчиненого, але також мобільні заряди в оточуючому середовищі.